# هانس هنریک اندرسن
 هانس هنریک اندرسن (انگلیسی: Hans Henrik Andersen؛ زاده ۱ مه ۱۹۳۷ درگذشته ۳ نوامبر ۲۰۱۲) یک فیزیک‌دان اهل دانمارک بود.